# Seguro de Acidente de Trabalho
Seguro de Acidente de Trabalho (SAT) é uma contribuição com natureza de tributo que as empresas pagam para custear benefícios do INSS oriundos de acidente de trabalho ou doença ocupacional. A alíquota normal é de um, dois ou três por cento sobre a remuneração do empregado, mas as empresas que expõem os trabalhadores a agentes nocivos químicos, físicos e biológicos precisam pagar adicionais da seguinte forma:
1. seis, nove e doze por cento na maioria das empresas;
2. para cooperativas:
  1. de trabalho: cinco, sete e nove por cento sobre a nota fiscal ou a fatura de prestação de serviços;
  2. de produção: seis, nove e doze por cento sobre a remuneração dos cooperados.

Esse seguro adicional serve para cobrir a aposentadoria especial. As alíquotas normais vistas acima variam conforme a atividade preponderante da empresa seja de alto, médio ou baixo risco; as alíquotas adicionais também variam conforme o risco. Quanto maior o risco, maior é a alíquota, mas atualmente o Ministério da Previdência Social pode alterar a alíquota se a empresa investir na segurança do trabalho.